# 하양여자고등학교
하양여자고등학교(河陽女子高等學校)는 대한민국 경상북도 경산시 하양읍 대학리에 있는 사립 고등학교이다.

## 학교 연혁
- 1980년 3월 1일 : 하양여자고등학교 개교(6학급)
- 1980년 3월 1일 : 초대 교장 문병태 취임
- 1983년 2월 10일 : 제1회 졸업
- 1983년 10월 4일 : 학급 증설(18학급)
- 1996년 2월 20일 : 학교신축이전(현 위치)
- 2001년 9월 24일 : 학급 증설(21학급)
- 2022년 3월 1일 : 제13대 교장 김동면 취임
- 2024년 2월 6일 : 제42회 졸업(전체 졸업생수 10,536명)
- 2024년 3월 4일 : 2024학년도 입학식 7학급(172명)

## 참고 자료
- 하양여자고등학교 - 한국교육학술정보원 학교알리미